# حلوى التوفو
حلوى التوفو (بالصينية: 豆花; البينيين: dòuhuā) هي حلوى صينية تقليدية تُصنع من التوفو الطري.

## الأنواع
تُقسم أنواع حلوى التوفو إلى المالح، والحار والحلو. حيثُ كانت الأطعمة الحلوة تُوزع بشكل رئيسي في جنوب الصين وهونغ كونغ، وأُدخلت إلى تايوان وجنوب شرق آسيا. بينما كانت الأطعمة المالحة تُوزع بشكل رئيسي في شمال الصين، والأطعمة الحارة في جنوب غرب الصين.

### المالح
في شمال الصين، تُؤكل حلوى التوفو مع صلصة الصويا، مما يمنحها نكهة مالحة، ويُطلق سكان شمال الصين عليها اسم "أدمغة التوفو". في المدن الداخلية، يُضاف اللحم المفروم والمُخلل والفطر، بينما في المدن الساحلية يُضاف الطحالب البحرية والروبيان الصغير.

### الحار
في سيتشوان والمناطق المجاورة مثل شنشي، تُطهى حلوى التوفو باستخدام زيت الفلفل الحار وفلفل سيتشوان. تُقدم مع مجموعة متنوعة من الإضافات مثل زيت الفلفل الحار، وصلصة الصويا، والبصل الأخضر والمكسرات.

### الحلو
في خوبي وخونان وجيانغشي، يُضاف السكر مباشرة إلى التوفو دون استخدام أي إضافات أخرى. تُعد هذه الطريقة في التقديم الأفضل للحفاظ على النكهة الأصلية.
تُعتبر حلوى التوفو التايوانية والكانتونية رمزًا للمطبخ الصيني الجنوبي، وتُقدم كجزء من طقوس يم تشا [الإنجليزية]. تُعرف باسم "توفو فا"، وتُباع في متاجر صغيرة على جوانب مسارات التنزه الشهيرة والشواطئ في هونغ كونغ.

## معرض الصور

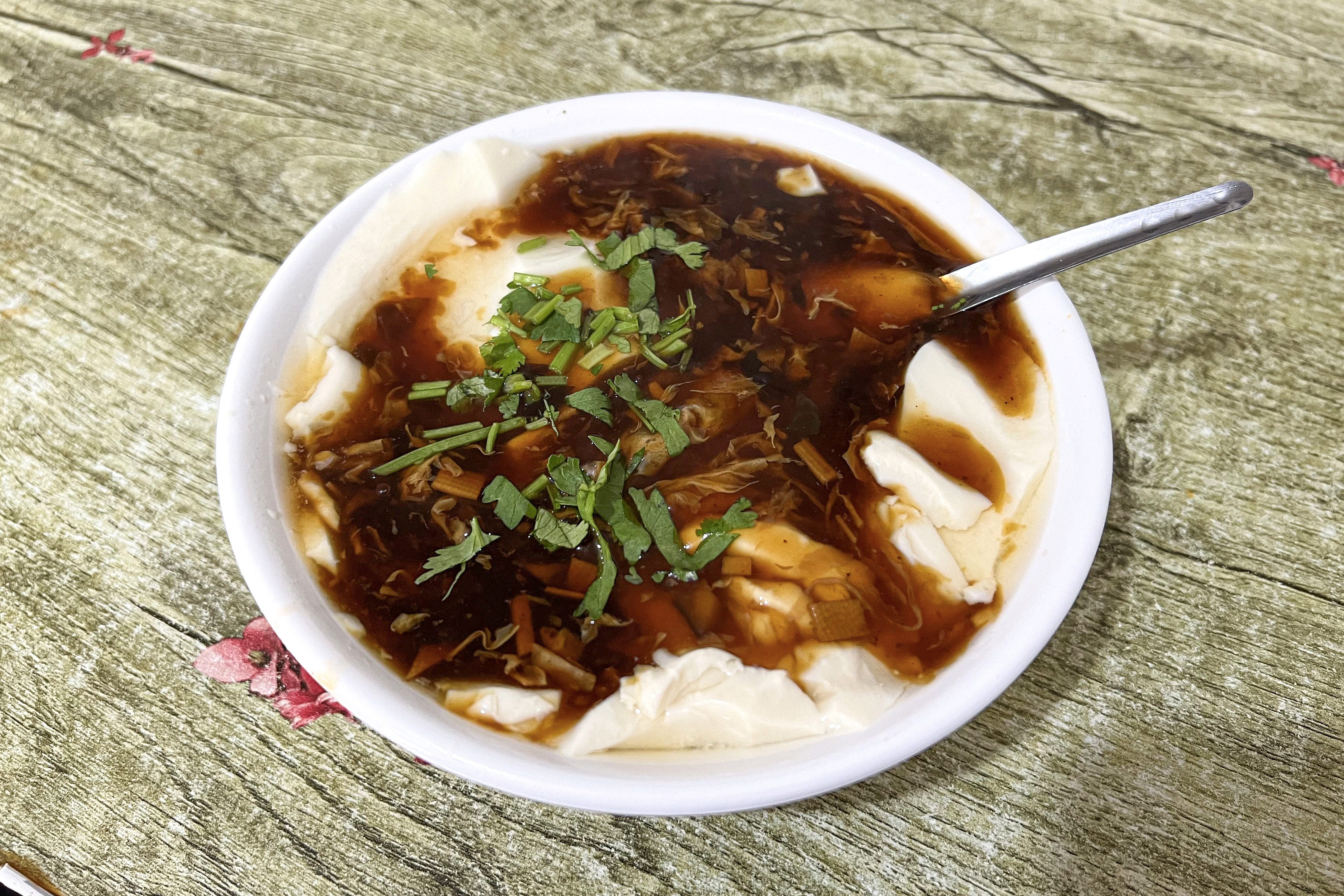
حلوى التوفو المالحة
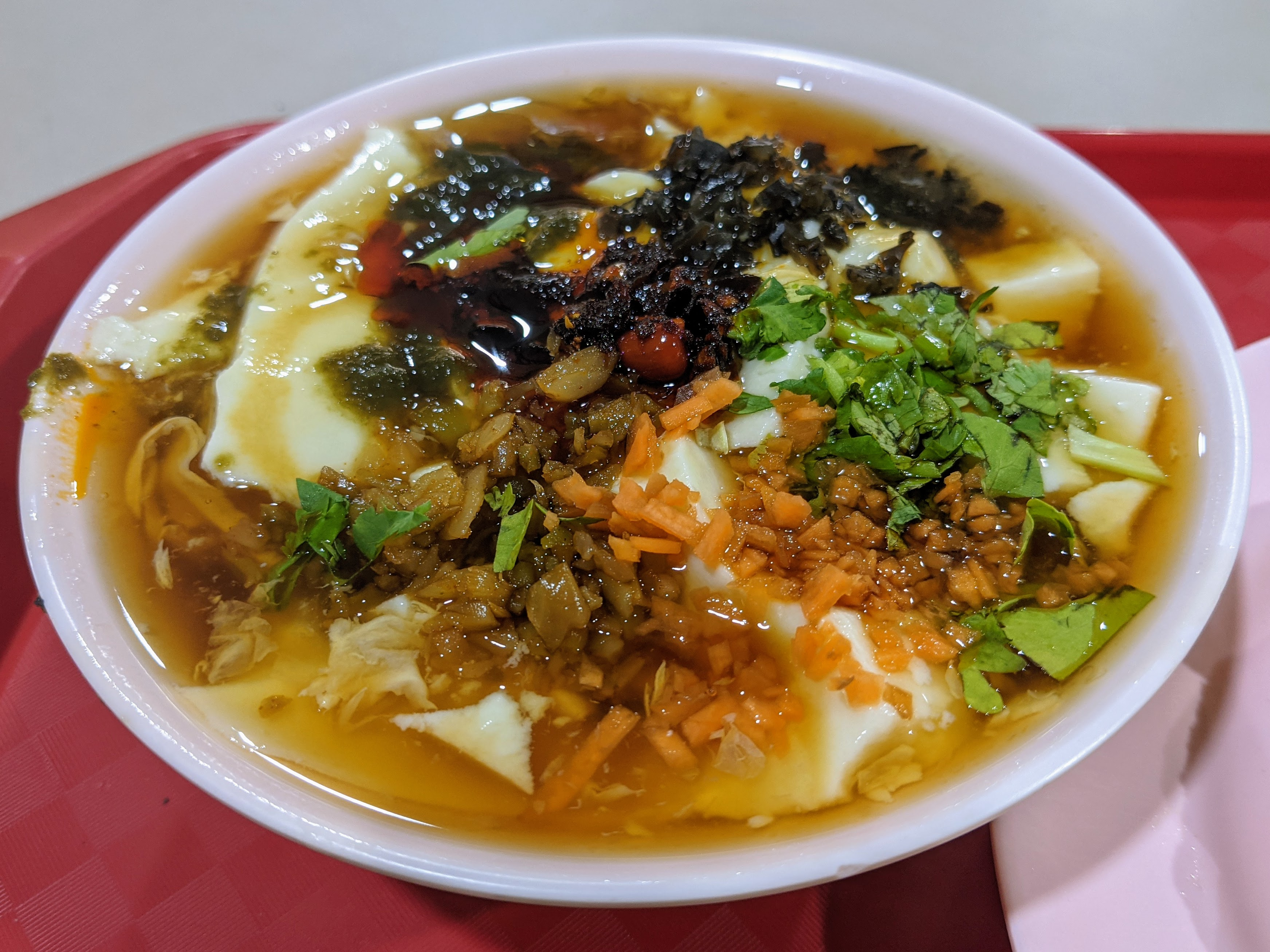
حلوى التوفو الحارة
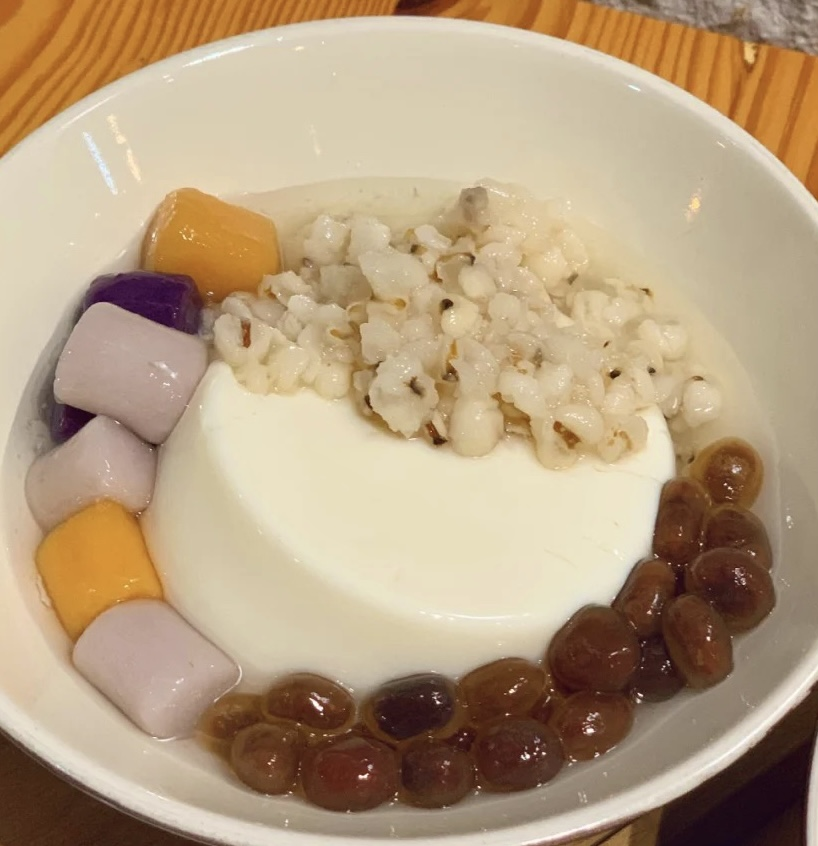
حلوى التوفو الحُلوة